# De Vennebulten
De Vennebulten is een natuurgebied van ongeveer 40 hectare in Heelweg in de Nederlandse gemeente Oude IJsselstreek, gelegen in de provincie Gelderland.
Het gebied ligt aangrenzend aan het natuurreservaat Aaltense Goor. De Vennebulten bestaan uit vennen met heuvels die begroeid zijn met jeneverbes, heide, grove dennen, inlandse eik en berk gelegen onderdeel van de Halserug. Het gebied wordt doorsneden door een oude Hessenweg die in de richting van Aalten als "Romienendiek" bekend staat.
De structuur zal ontstaan zijn tijdens de laatste ijstijd. Dekzanden zijn opgestoven door een langgerekte dekzandrug in de richting van Aalten naar Zelhem, oorspronkelijk begroeid met heide. Grote stukken daarvan zijn in de 19e eeuw na markeverdelingen ontgonnen om het als bouwland te gebruiken. De Vennebulten is eigendom geworden van de toenmalige gemeente Wisch die er bomen hebben laten aanplanten. Tegenwoordig is het gebied in beheer van de stichting De Vennemarke zich erop richt om juist de heide in stand te houden of uit te breiden.